# Sister (Manna)
Sister è l'album di debutto della cantante finlandese Manna, pubblicato il 9 maggio 2007 su etichetta discografica Suomen Musiikki.

## Tracce
1. Stars – 3:05
2. Ending and Leaving – 3:29
3. Eliza – 2:53
4. Just for Tonight (feat. Ville Valo) – 3:57
5. Lost – 4:56
6. I Gave In – 3:29
7. Sing for You – 3:30
8. Sister – 4:01
9. Black and Blue – 4:20
10. In the Book of Love – 4:36

## Classifiche
| Classifica (2007) | Posizione massima |
| ----------------- | ----------------- |
| Finlandia         | 33                |